# Kremskîi Buhor, Novhorod-Siverskîi
Kremskîi Buhor (în ucraineană Кремський Бугор) este un sat în comuna Kovpînka din raionul Novhorod-Siverskîi, regiunea Cernihiv, Ucraina.

## Demografie
Componența lingvistică a localității Kremskîi Buhor
     Rusă (84,62%)
     Ucraineană (11,54%)
Conform recensământului din 2001, majoritatea populației localității Kremskîi Buhor era vorbitoare de rusă (84,62%), existând în minoritate și vorbitori de ucraineană (11,54%).